# Arnaldo Angelucci
Arnaldo Angelucci (Subiaco, 7 marzo 1854 – Napoli, 9 marzo 1933) è stato un oculista italiano.

## Biografia
Nel 1885 divenne direttore della clinica oculistica dell'università di Cagliari, ma nel 1887 si trasferì a Messina e di qui a Palermo (1888). Nel 1905 divenne direttore della clinica oculistica dell'università di Napoli, ma nel 1929 abbandonò l'attività. Si prodigò nella ricerca di nuovi metodi di cura per l'ectropion.
Gli è intestato l'ospedale della città di Subiaco